# Dawid Josef
Dawid Josef (hebr. ‏דוד יוסף‎, ur. 10 sierpnia 1957 w Jerozolimie) – izraelski rabin, sefardyjski naczelny rabin Izraela od 2024 roku.

## Życiorys
Syn, dziewiąte dziecko rabina Owadii Josefa, naczelnego rabina Izraela w latach 1973–1983. Jego brat, Jicchak, był jego poprzednikiem jako sefardyjski naczelny rabin Izraela w latach 2013–2024.
Pełnił funkcję naczelnego rabina dzielnicy Har Nof w Jerozolimie, prowadził także kolel. Z funkcji rabina Har Nof ustąpił w 2020 roku. Jego bliskim współpracownikiem jest Arje Deri, przywódca religijnej partii Szas, w której Josef pełnił funkcję członka Rady Mędrców Tory, zastępując swojego zmarłego ojca. Jest autorem prac dotyczących halachy, m.in. wielotomowego dzieła Halacha Berurah. 
W 2024 roku został wybrany sefardyjskim naczelnym rabinem Izraela. Jego aszkenazyjskim odpowiednikiem został Kalman Ber.
W styczniu 2025 roku został objęty ochroną przez Szin Bet, w związku z informacjami wywiadowczymi na temat planowanego na niego zamachu.